# Roland Dupont
Roland E. Dupont (auch DuPont, * 14. August 1909 in Brockton, Massachusetts; † 7. September 2004 in Chappaqua, New York) war ein US-amerikanischer Jazz- und Studiomusiker (Posaune).
Dupont studierte an der Thayer Academy und am New England Conservatory. In New York spielte er im Nachtclub Rainbow Room bei Rubie Newman, bevor zum Ray Noble Orchestra wechselte. In den 1930er- bis 1950er-Jahren arbeitete er in bekannten Bigbands und Studioorchestern, wie bei Glenn Miller, Richard Himber, Erskine Butterfield, Percy Faith oder Hugo Winterhalter, außerdem als Begleitmusiker der The Andrews Sisters, Johnny Hartman, Sarah Vaughan, Billy Eckstine, Eartha Kitt, Frank Sinatra oder Eddie Cantor. In späteren Jahren arbeitete er bei Rundfunkanstalten und in Fernsehshows wie in der Kate Smith Show mit der Ray Bloch Band, in der Lucky Strike Hit Parade im Orchester von Raymond Scott und in Your Show of Shows bei Sid Caesar. Dupont trat auch in den TV-Shows von Milton Berle, Ed Sullivan und Jackie Gleason auf, ferner mit Nat King Cole und als Studiomusiker bei NBC und CBS. So trat er 1961 in der Sendung Chicago and All That Jazz! mit Yank Lawson, Paul Ricci, Johnny Guarnieri, Cliff Leeman und der Sängerin Blossom Seeley in einem Revival der Original Dixieland Jazz Band auf. Im Bereich des Jazz war er zwischen 1937 und 1961 an 15 Aufnahmesessions beteiligt. Dupont lebte ab 1947 in Chappaqua, wo er 2004 im Alter von 95 Jahren starb.